# Mukrampur Khema
Mukrampur Khema là một thị trấn thống kê (census town) của quận Bijnor thuộc bang Uttar Pradesh, Ấn Độ.

## Nhân khẩu
Theo điều tra dân số năm 2001 của Ấn Độ, Mukrampur Khema có dân số 11.127 người. Phái nam chiếm 53% tổng số dân và phái nữ chiếm 47%. Mukrampur Khema có tỷ lệ 52% biết đọc biết viết, thấp hơn tỷ lệ trung bình toàn quốc là 59,5%: tỷ lệ cho phái nam là 57%, và tỷ lệ cho phái nữ là 47%. Tại Mukrampur Khema, 20% dân số nhỏ hơn 6 tuổi.